# 霍亂弧菌
霍亂弧菌（Vibrio cholerae）是一種革蘭氏陰性的，兼性厭氧的，菌體短小呈逗點狀的細菌。這種細菌自然生活在半咸水或海水中，很容易附著在蟹、蝦和其他貝殼類動物含有甲殼質的殼上。某些霍亂弧菌菌株對人類具有致病性，會引起一種稱為霍亂的致命疾病，這種疾病可能來自食用未煮熟或未經烹煮的海洋生物品種或飲用受污染的水。
霍亂弧菌最早於1849年由 Félix-Archimède Pouchet 描述為某種原生動物。菲利波·帕西尼 (Filippo Pacini) 正確地將其識別為細菌，並採用了他的學名。1884年，罗伯特·科赫 (Robert Koch) 發現了導致霍亂的細菌。Sambhu Nath De 於1959年分離出霍亂毒素，並證明該毒素是霍亂的病因。
霍亂弧菌有单鞭毛（尾狀結構），細胞表面有幾根性菌毛。它經歷呼吸和發酵代謝。共分為200多个血清群。其中O1群和O139群的兩個血清群一部分菌株由于能够产生霍亂毒素可引起霍亂。 感染主要是透過飲用受污染的水或攝入被感染者糞便污染的食物，因此與環境衛生和個人衛生有關。攝入後，它會侵入腸道黏膜，導致宿主在攝入後數小時至2-3天內出現腹瀉和嘔吐。乳酸林格氏液、口服補液鹽類合併喹诺酮类药物、四環黴素等抗生素是重症病例常用的治療方法。
霍亂弧菌有兩個環狀染色體。其中一條染色體會產生霍亂毒素 (CT)，這種蛋白質會造成大量水便腹瀉 (稱為「米湯樣水性腹瀉」)。但DNA並不直接為毒素編碼，因為霍亂毒素的基因是由 CTXphi（CTXφ） -- 一種溫和噬菌體（病毒）--所攜帶。病毒只有在插入細菌DNA時才會產生毒素。霍亂弧菌的群体感应（Quorum sensing）是經過深入研究的，它可藉由限制細菌攝取營養（如色氨酸，進一步轉換為血清素）來啟動宿主免疫信號，並延長宿主存活時間。因此，群体感应允許宿主與病原菌之間的偏利共生互動。

## 分型
霍乱弧菌共分为200多个血清群，O1群根据表型和遗传差异可进一步分为两种生物型：古典经典型和El Tor型,根据O抗原（脂多糖）差异，O1群也可分为小川型（异型）、稻野型（原型）和彦岛型（中间型）。其余统称为非O1/O139群霍乱弧菌，由于缺乏霍乱毒素，非O1/O139群霍乱弧菌不引起霍乱，但可引起肠胃炎小型流行爆发和食物中毒。

## 分离和命名
1854年，意大利科学家菲利波·帕西尼最早分离出了霍乱弧菌，但并未广泛知晓；1883年，德国科学家罗伯特·科赫再度发现霍乱弧菌，并广为人知。1965/66年，国际命名组织（International Committee on Nomenclature）才最终更正，将霍乱弧菌命名为“帕西尼霍乱弧菌（Vibrio cholerae Pacini ）”。

## 致病性

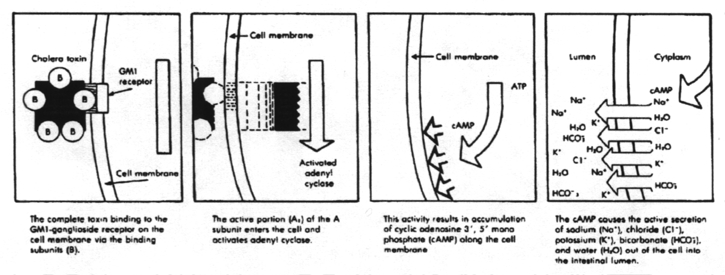
霍亂毒素會中斷細胞內腺苷酸環化酶的調節，導致水和鈉外流至腸腔。

噬菌體將其DNA（藍色顯示）注入到細菌細胞中，遺傳物質整合到細菌的染色體中，現在稱為原噬菌體。

霍亂弧菌的致病性基因編碼直接或間接參與細菌毒力的蛋白質。為了適應宿主的腸道環境，並避免受到膽汁酸和抗微生物肽的攻擊，霍亂弧菌使用其细菌外膜囊泡 (OMV)。在進入宿主體時，細菌會脫落其细菌外膜囊泡，其中包含所有使其容易受到宿主攻擊的膜修飾。
在感染期間，霍亂弧菌會分泌霍亂毒素 (CT)，這種蛋白質會造成大量水狀腹瀉 (稱為「淘米水状腹瀉」)。這種霍亂毒素包含5個B亞基，在附著於腸道上皮細胞上扮演角色，以及1個A亞基，在毒素活性上扮演角色。小腸的定殖也需要毒素核心調節性菌毛 (toxin coregulated pilus, TCP)，這是細菌細胞表面的一種薄而柔軟的細絲狀附屬物。CT和TCP的表達都是由兩元件調控系統 (TCS) 介導，通常是由膜束組氨酸激酶 (histidine kinase) 和細胞內反應元件組成。 兩元件調控系統 (TCS)可使細菌對不斷變化的環境做出反應。在霍亂弧菌中，幾種兩元件調控系統 (TCS)已被確認在定殖、生物膜製造和毒力方面具有重要作用。 Quorum regulatory small RNAs (Qrr RNA) 已被確認為霍亂弧菌TCS的靶點。 在此，小RNA (sRNA) 分子與mRNA 結合，以阻斷毒性基因或定殖基因表達抑制因子的轉譯或誘導其降解。
霍亂弧菌可引起從無症狀到霍亂重症的症狀。在流行地區，75%的病例無症狀，20%為輕度至中度，2-5%為嚴重病例，如重症霍亂。症狀包括突然出現水狀腹瀉（淘米水状液體）、偶爾嘔吐和腹部痙攣。 脫水後會出現口渴、黏膜乾燥、皮膚滲透力降低、眼球下陷、低血壓、脈搏微弱或消失、心動過速、呼吸急促、聲音沙啞、尿少、痙攣、腎衰竭、癲癇、昏睡、昏迷和死亡等症狀和體徵。在懷孕晚期，此病對孕婦及其胎兒也特別危險，可能會造成早產及胎兒死亡。

## 疾病發生和传播途径

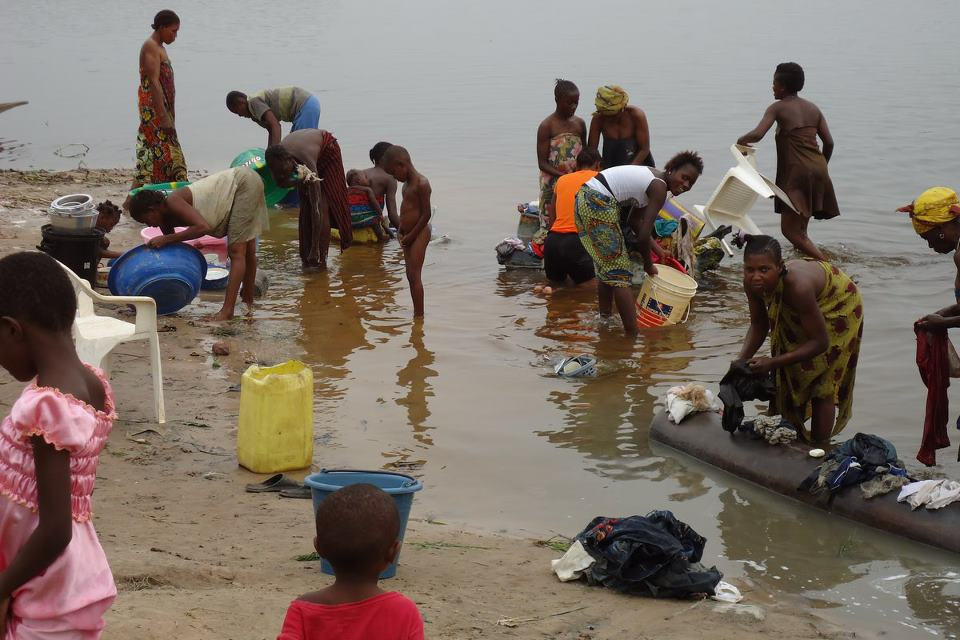
剛果河是人們飲用、煮食和洗漱的主要水源，但像這樣的條件為霍亂弧菌和水傳疾病的傳播提供了條件。

### 疾病發生
霍亂有「地方病」 (endemic) 或「流行病」 (epidemic) 之分。在過去三年來一直有此病發生的國家，且確診的病例是在當地（在國家範圍內）傳播，則視為 「地方病」。另外，當疾病的發生率超過任何特定時間或地點的正常發生率時，就會宣稱疫情爆發。流行病可能持續數天或數年之久。此外，發生流行病的國家也可能是地方病流行的國家。最長的霍亂弧菌流行病記錄是在也門。也門曾爆發過兩次疫情，第一次發生在2016年9月至2017年4月期間，第二次則在2017年4月稍後時間開始，最近被認為在2019年解決。也門的疫情奪去了2500多人的生命，影響了100多萬也門人民。更多的疫情發生在非洲、美洲和海地。

### 传播途径
霍亂弧菌經食物和水傳播。 霍亂弧菌是一種水生細菌，也就是說，它存在於水中，包括淡水和海水，其中以微咸水和沿岸水域尤其重要。它也會經由水傳染給人類。尤其是未經處理或處理不當的飲用水，以及接觸過污染水的食物，都是傳播的原因。
如果含有霍亂弧菌的糞便被施用到田地作為肥料，或是用受污染的水打濕食物以保持新鮮，植物性食物也可能受到霍亂弧菌的污染。但更常見的情況是，這種細菌出現在來自海洋的動物食品中。霍亂患者的糞便、嘔吐物和十二指腸液中都可檢測到病原菌。在疾病痊癒後的數週內，糞便中仍可檢測到霍亂弧菌，但長期排泄的情況很少見。

## 預防措施
前往霍亂流行的地區時，應遵守下列預防措施：飲用並使用瓶裝水；經常用肥皂和安全的水洗手；使用化學廁所或在沒有洗手間的情況下掩埋糞便；不要在任何水體中排便，並徹底煮熟食物。供應適當、安全的水非常重要。.應採取的預防措施是適當消毒。 在沒有肥皂和水的地方，必須保持手部衛生。當沒有洗手的衛生設備時，可用草木灰或沙子擦洗雙手，再用清水沖洗。前往常見霍亂地區的旅客可接種單劑霍亂疫苗。

## 治療方法
霍亂的基本整體治療方式是補液，以補充流失的體液。輕度脫水的患者可以口服口服補液（ORS）。當病人嚴重脫水且無法攝取適量的 ORS 時，通常會進行靜脈輸液治療。有些病例會使用抗生素，通常是喹诺酮类药物和四環黴素。

## 基因組
霍亂弧菌 （以及一般的弧菌科 (Vibrionaceae)）有兩條環狀染色體，共有400萬個碱基對的DNA序列和3,885個預測基因。霍亂毒素的基因由 CTXphi (CTXφ)帶有，CTXφ是插入霍亂弧菌基因組的「溫和」（temperate）噬菌體。CTXφ 可將霍亂毒素基因從一株霍亂菌傳到另一株，這是一種水平基因轉移。毒素核心導管的基因由弧菌致病島（VPI）編碼，而致病島與原噬菌體是分開的。
較大的第一條染色體長3 Mbp，有2,770個開放閱讀框 (ORF)。它包含毒性、毒性調節以及重要細胞功能（如轉錄和翻譯）的關鍵基因。
第二條染色體長1 Mbp，有1115個開放閱讀框 (ORF)。由於基因組中包含了看家基因和其他重要基因，包括新陳代謝的重要基因、熱休克蛋白和线粒体16S rRNA基因，這些基因是用來追蹤細菌間進化關係的核糖體亞單位基因，因此判定它與質粒或巨型質粒不同。在判斷复制子是否為染色體時，還要看它是否佔基因體的很大比例，而第2條染色體的大小佔整個基因體的40%。而且，與質粒不同，染色體不能自我傳播。不過，第二條染色體可能曾經是巨型質粒，因為它含有一些通常出現在質粒上的基因，包括類似P1質粒的复制起点。

### 噬菌體 CTXφ
CTXφ (也稱為 CTXphi) 是一種含有霍亂毒素基因的絲狀噬菌體。當霍亂弧菌感染人類時，就會產生具傳染性的CTXφ微粒。噬菌體顆粒從細菌細胞中分泌出來，不會溶菌 (lysis)。CTXφ感染霍亂弧菌細胞時，會整合到其中一條染色體上的特定位點。這些位點通常含有整合CTXφ原噬菌體的串列陣列。除了編碼霍亂毒素的 ctxA 和 ctxB 基因外，CTXφ 還包含8個涉及噬菌體繁殖、包裝、分泌、整合和調節的基因。CTXφ基因組長 6.9 kb。

## 自然遺傳轉化
當霍亂弧菌在甲殼素上生長時，可以誘導其具有自然遺傳轉化的能力，甲殼素是一種在水生棲息地中豐富的生物聚合物（例如來自甲殼類外骨骼）。  自然遺傳轉化是一個有性過程，涉及DNA透過中間介質從一個細菌細胞轉移到另一個細菌細胞，以及透過同源重組將供體序列整合到受體基因組中。霍亂弧菌的轉化能力受到細胞密度增加以及營養限制、生長速率下降或壓力的刺激。 霍亂弧菌攝取機制涉及感受態誘導的菌毛和保守的DNA結合蛋白，該蛋白充當棘輪將DNA捲入細胞質。遺傳轉化有兩種模型，性別假設和感受態細菌。

## 圖庫

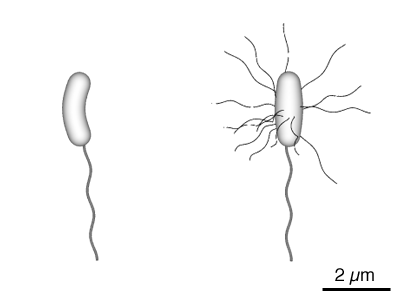
霍亂弧菌 (V. cholerae)示意圖
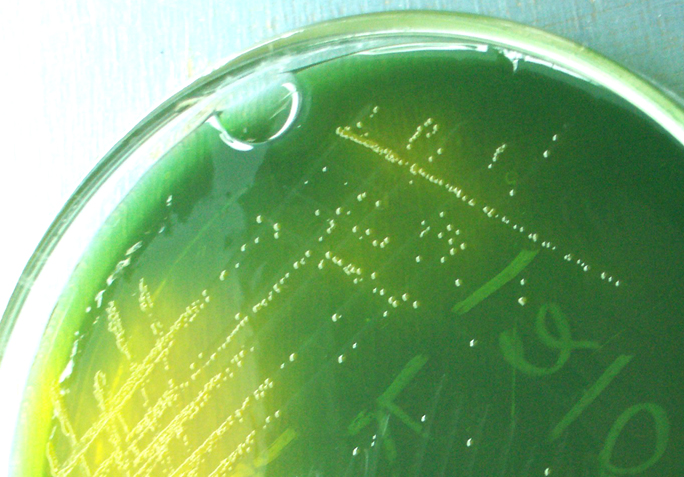
在 TCBS 瓊脂上發現黃色的（蔗糖發酵）'「霍亂弧菌」'菌落。
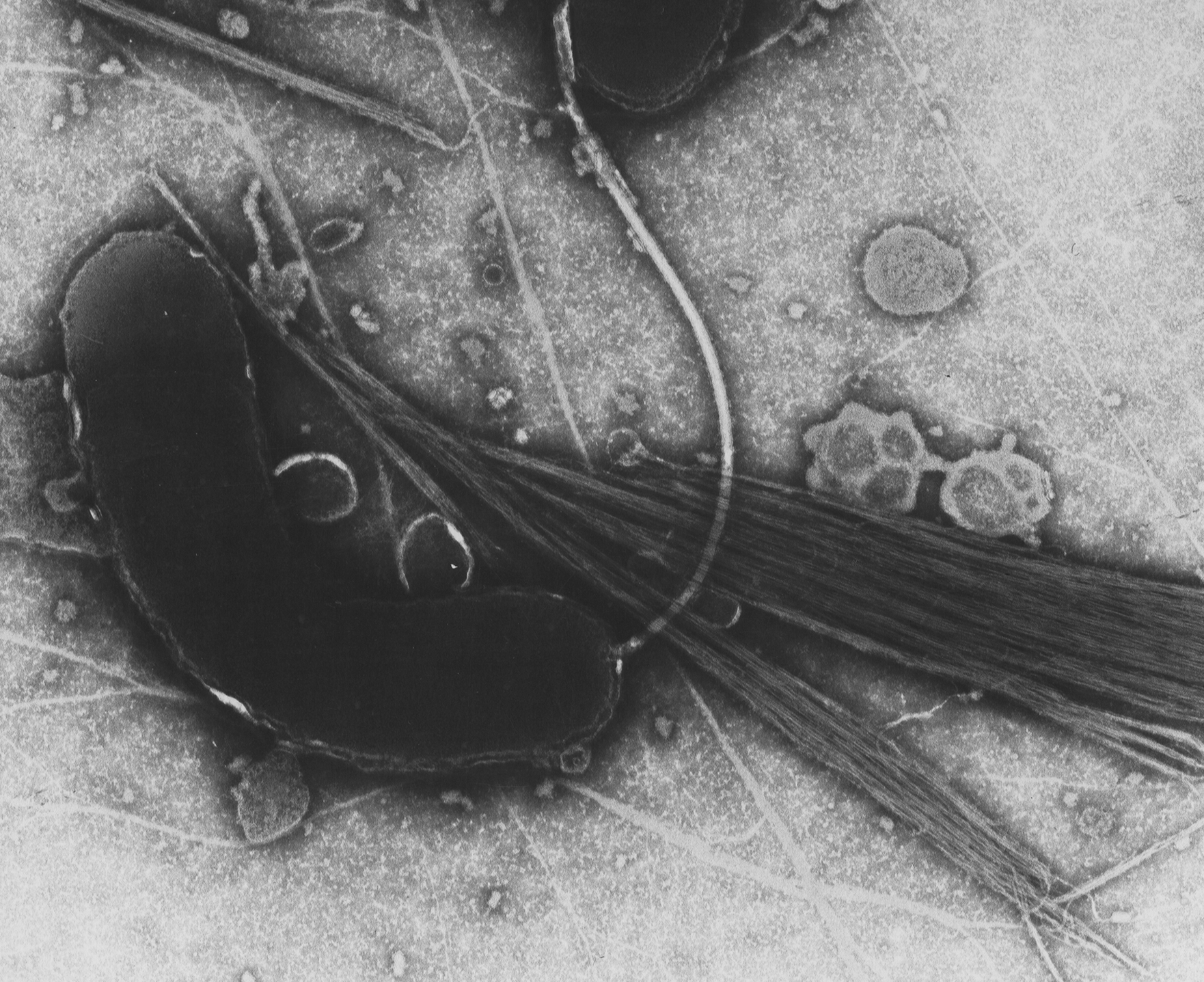
經過陰性染色的'「霍亂弧菌」'的透射電子顯微鏡影像。

## 外部連結
- （英文）微生物免疫學-Vibrio cholera（霍亂弧菌） （页面存档备份，存于）
- （英文）未經處理的水中的橈足類和霍亂 （页面存档备份，存于）
- （英文）霍亂弧菌El Tor N16961基因組頁
- （英文）BacDive中的霍亂弧菌典型菌株—細菌多樣性元資料庫 （页面存档备份，存于）